# Lesní naučná stezka Valšovice
Lesní naučná stezka Valšovice, nazývaná také naučná stezka Valšovice, je okružní naučná stezka na území vesnice Valšovice, části města Hranice, a okrajově i na území vesnice Paršovice v okrese Přerov. Geograficky se nachází také Olomouckém kraji, v pohoří Maleník v geomorfologickém celku Podbeskydská pahorkatina a na Moravě.

## Historie a popis
Naučná stezka má 12 zastavení. Byla postavena pravděpodobně v roce 2010 a rekonstruována v roce 2020. Délka nenáročné trasy je uváděna přibližně 2,6 km až 4 km (dle různého zakreslení v mapách). Je zaměřena na les z pohledu lesnictví a vede nedaleko od přírodní rezervace Bukoveček a k přírodovědně významné lokalitě tří Valšovických jezírek. Trasa vede po lesních, polních a asfaltových cestách (tzv. Helfštýnská cesta) a je, mimo zastavení č. 9, 11 a 12, přístupná i pro hendikepované turisty. Začátek a konec trasy je u prvního zastavení, které je u altánu naproti budově školního polesí. Vede také podél potoka Krkavec (přítok řeky Bečvy). Stezku, která je na území školního polesí, spravuje Střední lesnická škola v Hranicích za podpory Olomouckého kraje.

## Další informace
Stezka je celoročně volně přístupná a navazuje na další turistické a cyklistické trasy.

## Galerie

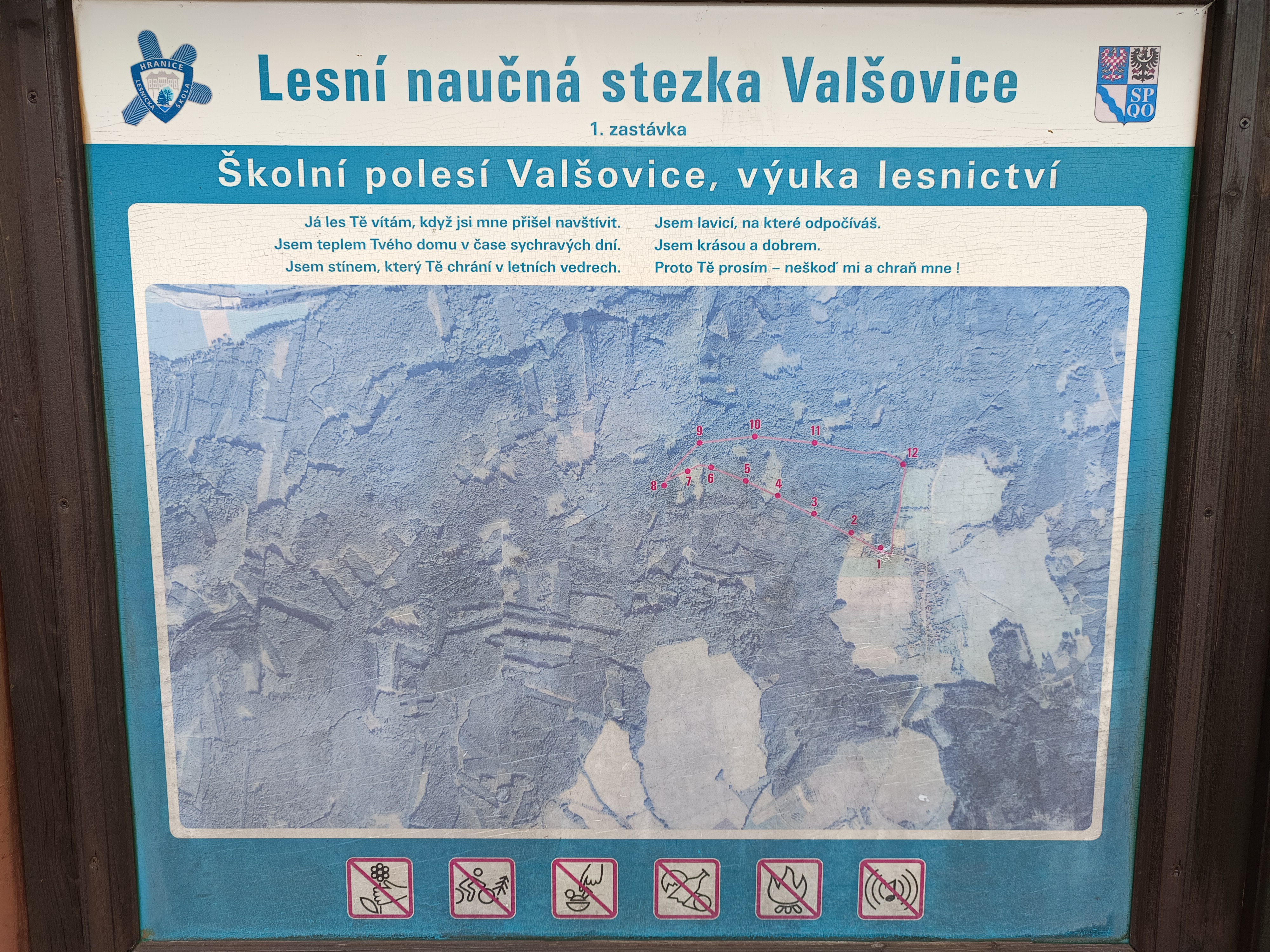
Mapa stezky
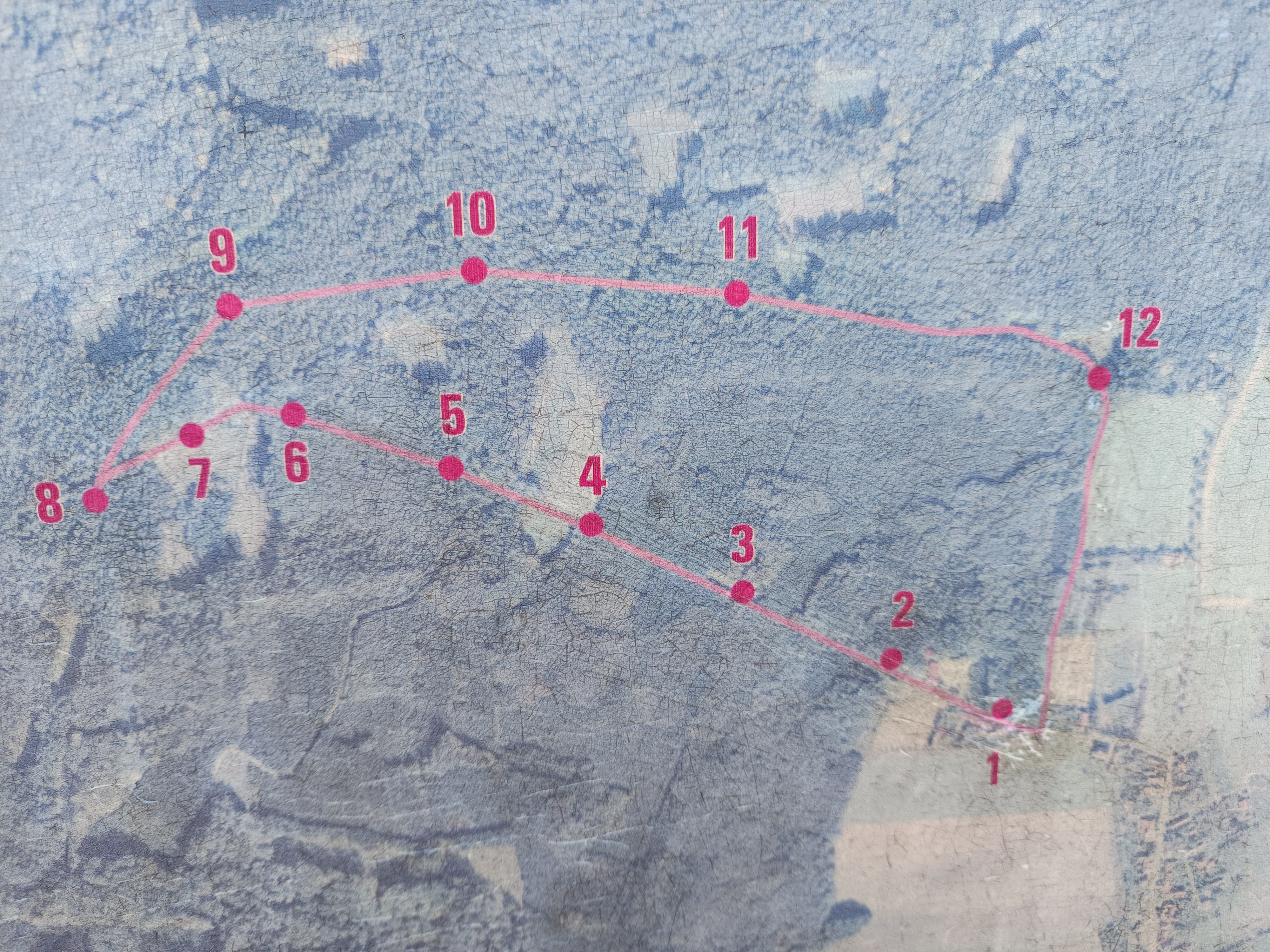
Mapa stezky
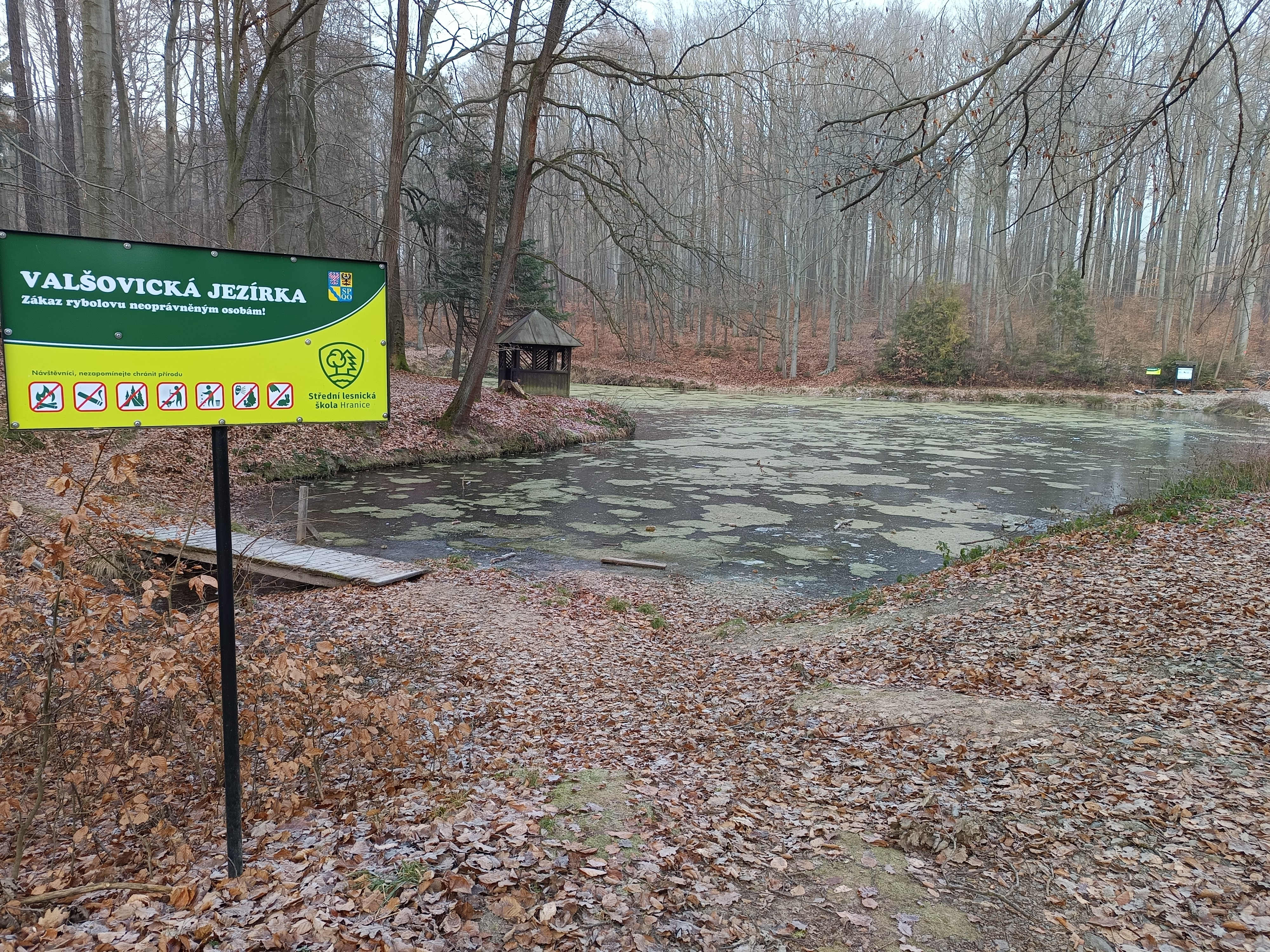
Valšovická jezírka
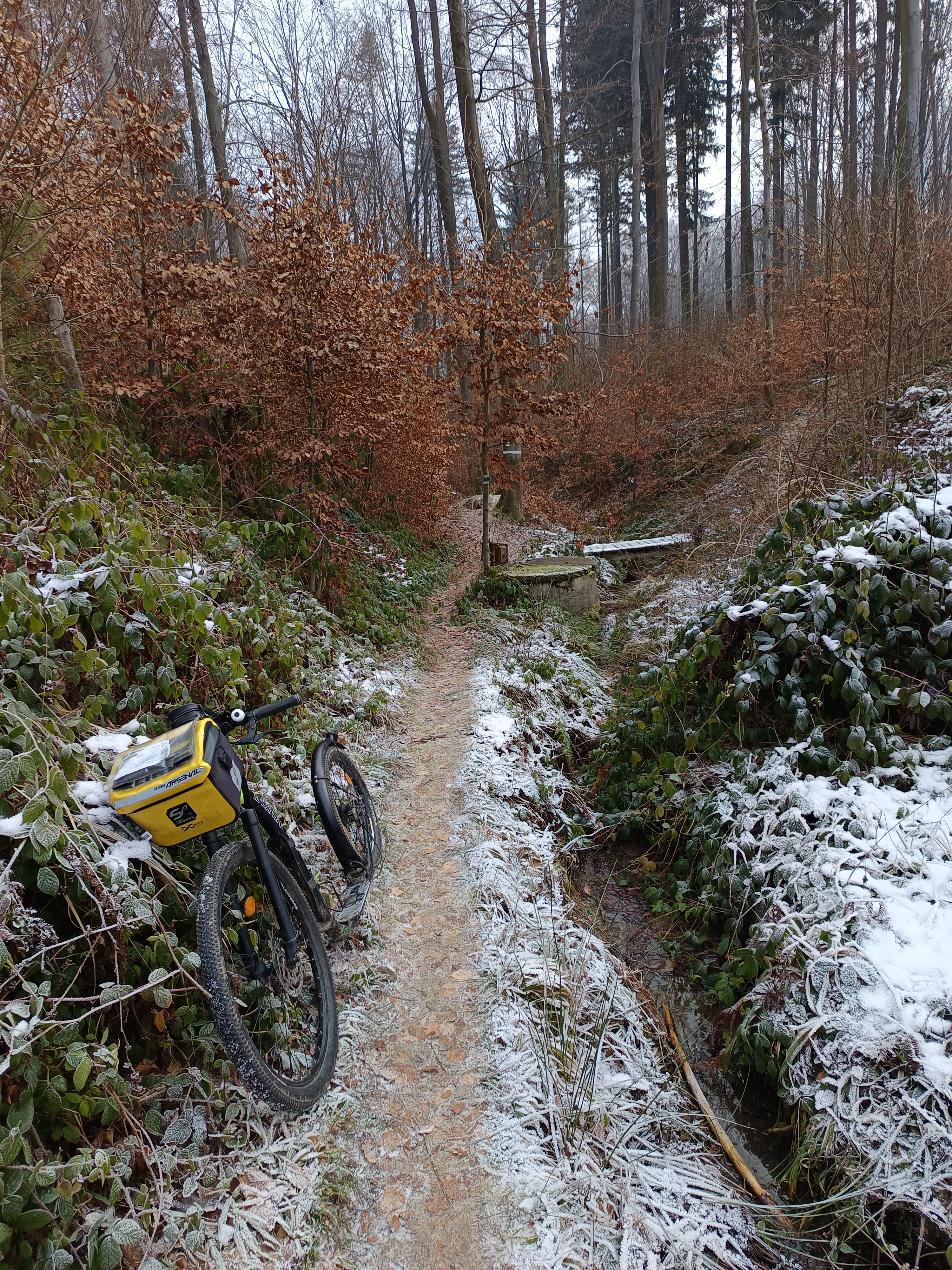
Potok Krkavec
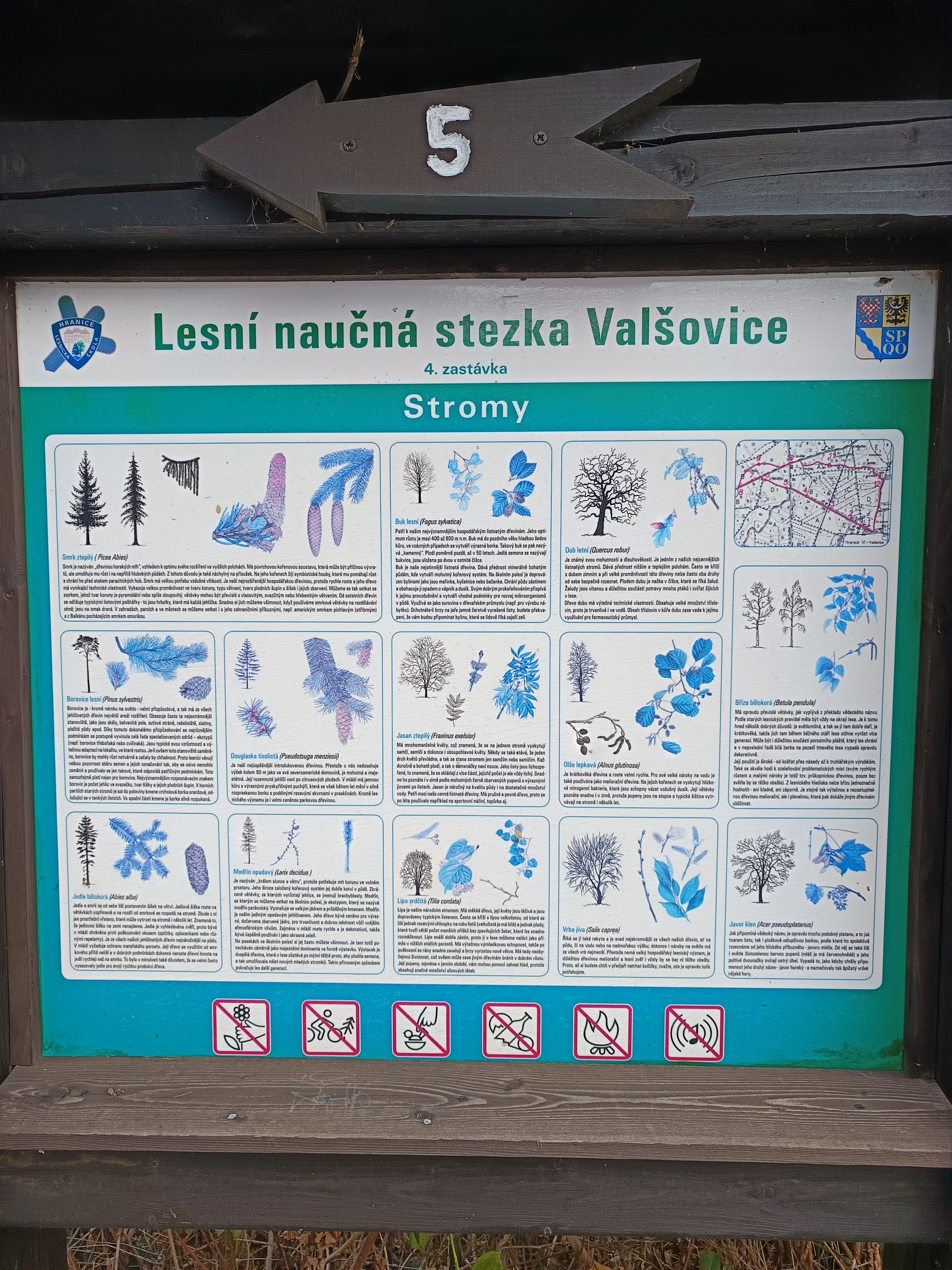
Zastavení č. 4
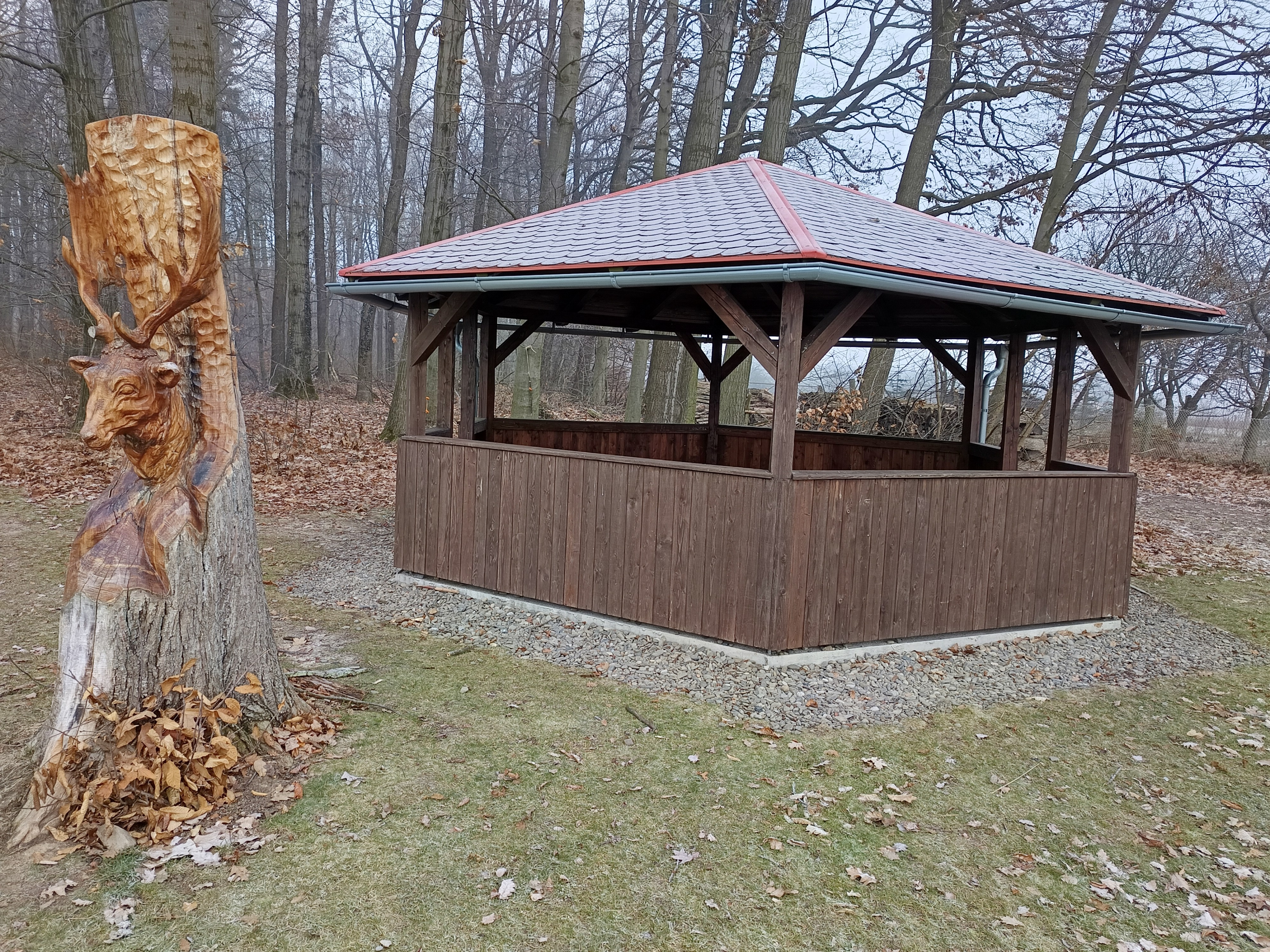
Altán na začátku/konci trasy stezky